# Resculum

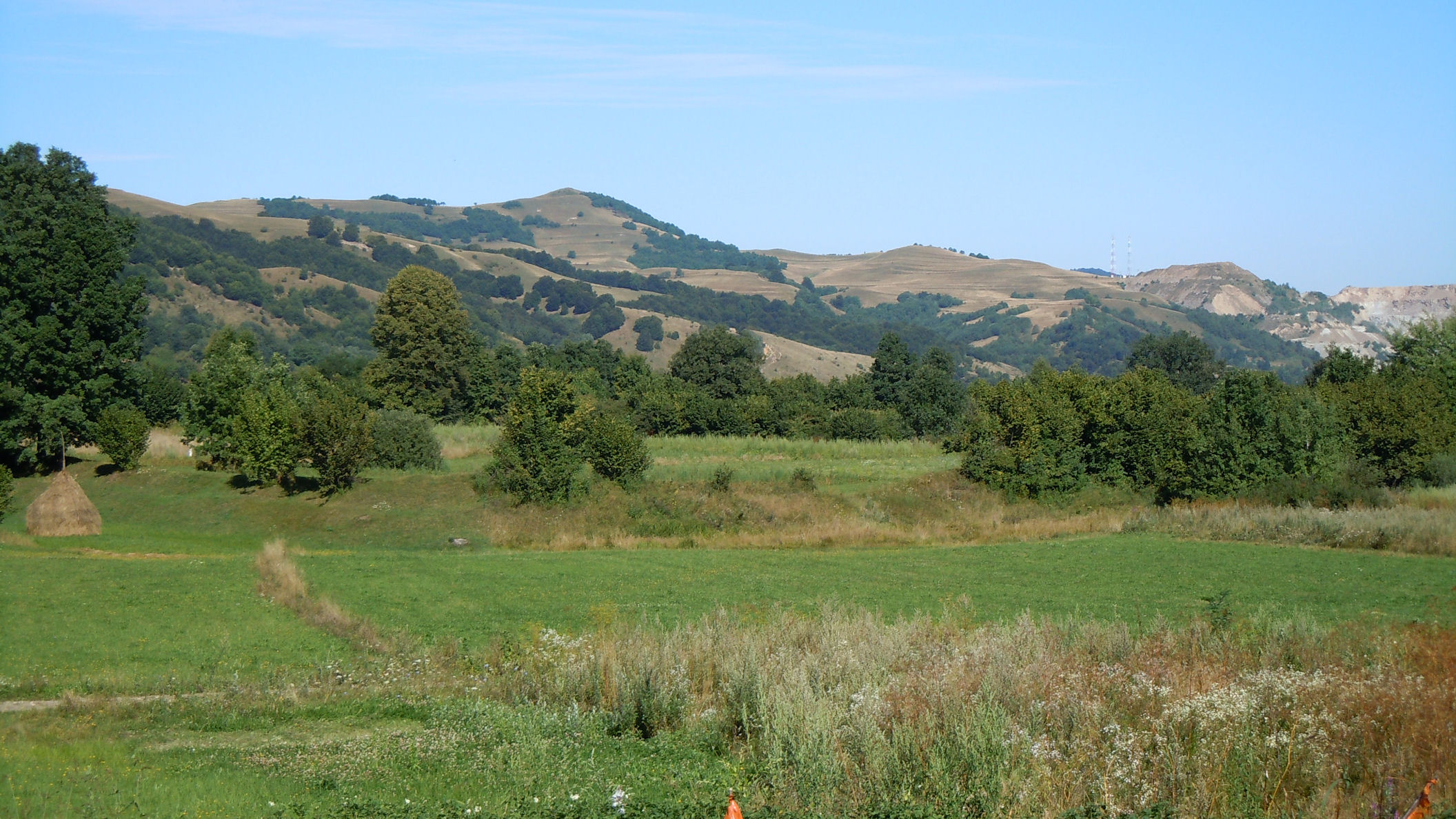
Kastell Resculum (2011)

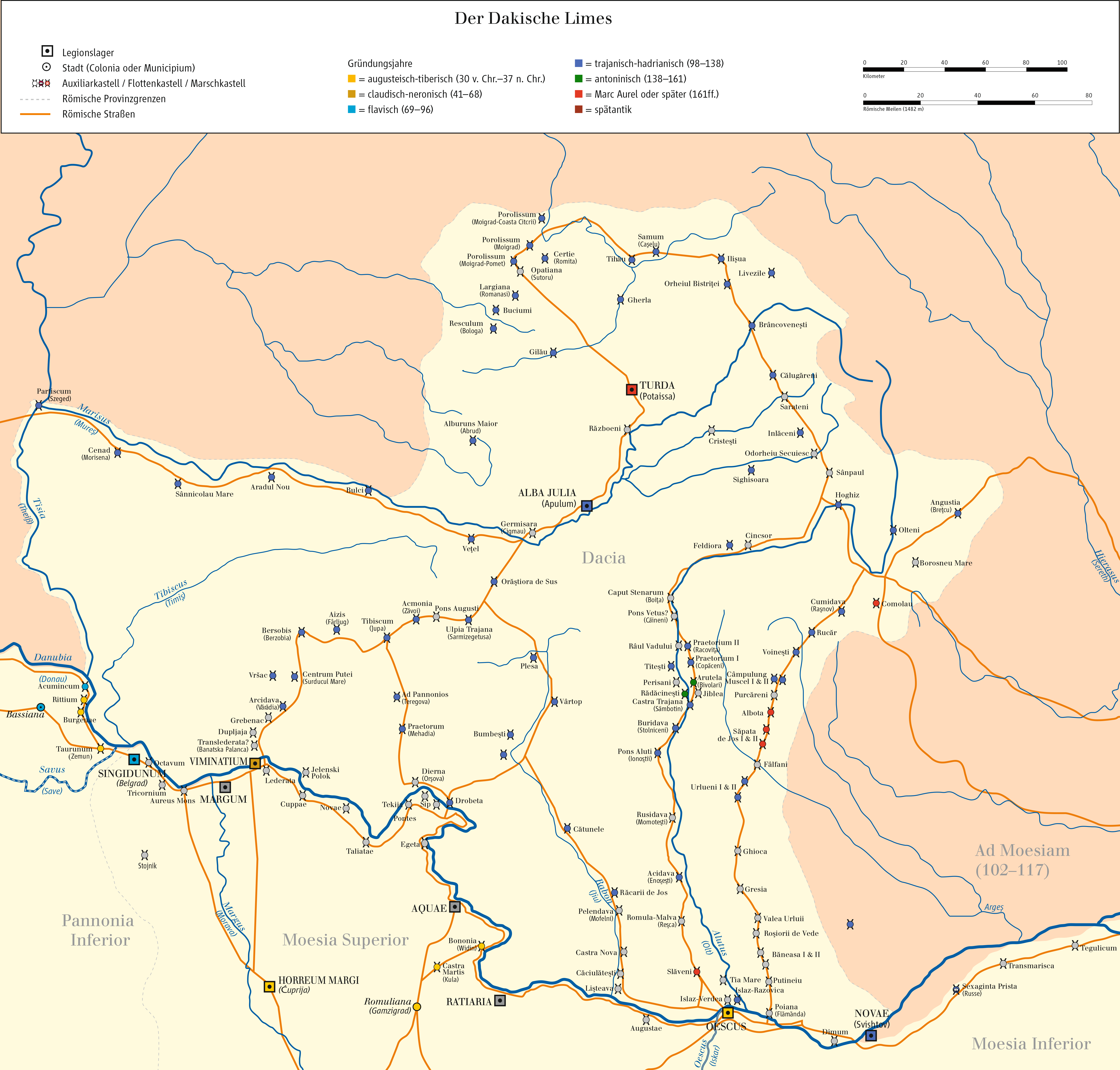
Verlauf der dakischen Limites

Resculum war der antike Name des römischen Hilfstruppenlagers Kastell Bologa auf dem Gebiet des Dorfes Bologa in der Gemeinde Poieni, Kreis Cluj in der rumänischen Region Siebenbürgen. Gemeinsam mit insgesamt 277 Stätten des Dakischen Limes wurde Resculum 2024 zum UNESCO-Weltkulturerbe erhoben.

## Lage
Im heutigen Siedlungsbild befindet sich das Bodendenkmal östlich des Dorfes Bologa in einer Flur mit dem Namen „Cetate“ oder „Gradiste“. Das Gelände liegt außerhalb der modernen Siedlung und ist nicht überbaut. Die ehemalige Kastellumwehrung ist als Erdwall noch auf allen Seiten als zwei Meter hoher Erdwall im Gelände sichtbar. Topographisch liegt das ehemalige Militärlager auf einer Hochterrasse, einem herausgehobenen Lehmplateau über der Mündung des Baches Secuieu in den Cris. Die Kastellbesatzung sicherte den strategisch bedeutsamen nordwestlichen Teil des Limes Porolissensis in der Provinz Dacia Porolissensis. Sie kontrollierte den Durchgangsverkehr am nordwestlichen Limesabschnitt gegenüber dem Ciuceampass und sollte die Grenze gegen die westlich der römischen Provinzen siedelten Barbarenstämme verteidigen.

## Archäologische Befunde
Archäologische Ausgrabungen fanden 1936 unter Mihail Macrea und 1967 bis 1976 unter der Leitung von Eugen Chirila und Nicolae Gudea statt. Dabei konnten drei Bauphasen differenziert werden.

### Kleines Holz-Erde-Lager
Das so genannte Kleine Holz-Erde-Lager war die früheste Form des Kastells Resculum. Es hatte einen rechteckigen Grundriss mit Maßen von 130 m mal 152 m, was einer Kastellfläche von 1,98 Hektar entspricht. Mit seinen Längsseiten war es nach Osten beziehungsweise Westen hin ausgerichtet. Als Umwehrung diente eine Holz-Erde-Mauer mit einer Breite von rund neun und einer Höhe von etwa zwei Metern. Vor der Mauer verliefen als Annäherungshindernisse zwei Gräben, die etwa acht Meter breit und anderthalb Meter tief waren. Die Errichtung des Kastells kann nicht genau datiert werden. Vermutlich wurde es zur Zeit des Trajan, während oder unmittelbar nach der Eroberung Dakiens erbaut.

### Großes Holz-Erde-Lager
Bald nach dem Jahr 110 wurden die Längsseiten des kleinen Holz-Erde-Lagers um rund 60 Meter nach Süden hin erweitert, so dass ein neues, größeres Kastell mit Achsmaßen von 130 m von 209 m entstand, was einer bebauten Grundfläche von 2,7 Hektar entsprach. Hierzu wurden die alte Südmauer abgebrochen, die Südgräben mit dem alten Baumaterial verfüllt, eine neue Holz-Erde-Mauer errichtet und davor zwei neue Gräben ausgehoben. Im Kastellinneren konnten nur die Lagerhauptstraßen, die Via praetoria und die Viae principales zweifelsfrei identifiziert werden. Die Datierung ergab sich durch die Funde von Fibeln des frühen ersten Jahrhunderts sowie eines Sesterz des Trajan aus den Jahren 108/110 in und unterhalb der neu erbauten Holz-Erde-Mauer.

### Steinkastell
Das Steinkastell folgte der Orientierung der Holz-Erde-Lager. Mit seinen Abmessungen 122 m mal 213,50 m nahm es eine Gesamtfläche von 2,65 Hektar ein und war damit nur geringfügig kleiner als das vorausgehende Holz-Erde-Kastell. Die Wehrmauer mit ihren abgerundeten Ecken besaß eine Mächtigkeit von 1,80 m und war in der Technik des Opus incertum konstruiert. Vor der Mauer verliefen als Annäherungshindernis zwei Gräben, die vor der Porta praetoria (Haupttor, Ausfalltor) und der Porta decumana (rückwärtiges Tor) unterbrochen waren. Vor der Porta principalis sinistra (linkes Seitentor) hingegen wurde durch Auffüllung der Gräben ein ebenerdiger Zugang zum Kastell geschaffen. Die Mauerecken waren mit trapezförmigen Türmen (3,75 m / 4,50 m / 4,50 m / 5,50 m) bewehrt, die vier im Mittel 5,50 m breiten Kastelltore waren von nach außen vorspringenden, halbrunden Tortürmen flankiert, die unterschiedlich und individuell gestaltet wurden. Im Kastellinneren konnten verschiedene Gebäude lokalisiert und identifiziert werden.

#### Innere Aufteilung und Kastellstraßen
Die Praetentura (Vorderer Lagerteil) steht zur Retentura (rückwärtiger Lagerteil) in einem annähernden Verhältnis von 1:2 oder, anders ausgedrückt, die Achse der Viae Principales (Lagerquerstraßen) waren von 70 Meter von der nördlichen Praetorialfront aber 135 Meter von der südlichen, rückwärtigen Mauer entfernt. Auffällig ist eine Asymmetrie bezüglich der linken und der rechten Lagerhälfte. Die Via praetoria ist um gut zehn Meter aus der gedachten Mittelachse des Kastells nach Westen versetzt. Felix Marcu führt dies auf die Stationierung zweier verschiedener militärischer Einheiten zurück (siehe weiter unten). Auch die ungewöhnliche Größe des Praetoriums (Kommandantenwohnhaus) würde für die Anwesenheit zweier Kommandeure sprechen. Die Lagerstraßen wiesen, abhängig von ihrer Bedeutung, unterschiedliche Breiten auf. Die repräsentativen Via principalis (Lagerquerstraße) und die Via praetoria (Lagerhauptstraße) waren zehn beziehungsweise acht Meter breit, die Via decumana (rückwärtige Lagerstraße) kam noch auf sieben Meter während die Via sagularis (Lagerringstraße) eine Breite von lediglich drei bis vier Metern erreichte.

#### Principia
Die Principia (Stabsgebäude) bedeckten mit ihren Abmessungen von 32,5 m mal 29,00 m eine Fläche von 942,5 m², was einem Anteil von 3,3 % der gesamten Kastellfläche entspricht. Sie lagen nicht in der Achse der Via praetoria und der Via decumana, sondern waren sieben bis acht Meter aus dieser heraus nach Osten versetzt, womit sie sich aber annähernd in einer gedachten Mittelachse des Kastells befanden. Nach Marcu ist dieser Umstand möglicherweise darauf zurückzuführen, dass sich der Standort der Principia in allen Kastellbauphasen an ein und demselben Platz befand und dieser den Erweiterungsmaßnahmen nicht mehr angepasst wurde. Die Mauerstärke des Bauwerks bewegte sich zwischen 0,90 m und 1,00 m. Der Innenhof maß 13,00 m mal 21,00 m (= 273 m²), womit er rund 30 % der Gesamtfläche der Principia in Anspruch nahm. Auf der westlichen und der östlichen Seite war er vermutlich von 3,50 m breiten Räumen flankiert, die möglicherweise mit Stylobaten vom Innenhof abgetrennt waren. Daran schloss sich eine annähernd 30 m mal 9 m (= 270 m²) große Basilika an. An der Ostseite wurde ein mögliches Tribunal mit einem Durchmesser von 3,50 m identifiziert. Analog zu anderen Kastellbasiliken kann ein weiteres Tribunal an der Westseite angenommen werden. Die vier oder fünf rückwärtigen Räume waren durch neuzeitlichen Steinraub zerstört, das Fahnenheiligtum (Aedes oder Sacellum) befand sich nicht in der Mittelachse der Principia, sondern war um zwei bis drei Meter nach Westen versetzt.

#### Praetorium
Das Praetorium, das Wohnhaus des Kommandanten befand sich vier Meter östlich der Principia und nahm mit seinen Maßen von 28,5 m mal 20;0 m eine Fläche von 570 m² in Anspruch, was zwei Prozent der gesamten Lagerfläche entspricht. Ursprünglich war das Gebäude in vier längliche Räume unterteilt, zu Beginn des dritten Jahrhunderts wurde es vermutlich nach Osten hin um einen Annex erweitert, der die Via sagularis (Lagerringstraße) auf der östlichen Kastellseite überdeckte. Zwei der vier Räume waren hypokaustiert und an ihrem südlichen Ende mit Apsiden versehen. Gudea vermutete aufgrund eines Inschriftenfundes zu Ehren der Nimphae Augustae (Nymphen der Kaiserin), dass sich eine kleine Thermenanlage im Praetorium befunden haben muss. Marcu hielt dem entgegen, dass die Nimphae Augustae nicht zwingend auf eine Badeanlage hinweisen müssten. Es könnte sich dabei auch um ein kleines Nymphäum oder einen einfachen Brunnen gehandelt haben.

#### Horrea
Westlich der Principia wurden zwei Horrea (Speichergebäude) identifiziert. Das erste befand sich vier Meter neben den Principia und hatte eine Größe von 10 m mal 28,50 m (= 285 m²). Das Gebäude war in zwei Hälften geteilt und mit Stützpfeilern versehen, so dass sich das Gewicht des eingelagerten Getreides gleichmäßiger verteilen konnte. Auch bei dem zweiten Gebäude, noch einmal weitere vier Meter westlich in der Nähe der Porta principalis sinistra gelegen, handelt es sich um ein Doppelhorreum von 20,5 m Breite und 28,5 m Länge, das einem Bautyp entsprach, wie ihn Geoffrey Rickman in Caerhun (Canovium) und Ambleside dokumentiert hat. Bei diesem Typ von Horreum befindet sich ein Innenhof zwischen den Speicherkammern.

#### Mannschaftsbaracken und Pferdeställe
Folgt man dem Übersichtsplan und der Beschreibung bei Nicolae Gudea, so hat das Kastell Resculum insgesamt 18 verschiedene Mannschaftsbaracken und Pferdeställe beherbergt, wobei anzumerken ist, dass bei einer solchen Belegung kein Platz mehr für beispielsweise eine Fabrica oder ein Valetudinarium geblieben wäre. Die als Baracken angesprochenen Gebäude im Latus sinistrum (linke Kastellhälfte) waren durchgängig nur 40/50 Meter lang, während die im Latus dextrum (rechte Kastellhälfte) eine Länge von 50/60 Metern aufwiesen. Die unterschiedlichen Längen sind der asymmetrischen Aufteilung des Kastellinneren geschuldet (siehe weiter oben). Hinsichtlich der Breiten und Aufteilungen gab es in den Dokumentationen von Nicolae Gudea jedoch einige Widersprüchlichkeiten, auf die Felix Marcu aufmerksam machte.

### Truppen
In der Umwehrung des kleinen Holz-Erde-Lagers wurde ein Dachziegel mit dem Stempel der Cohors I Ulpia Brittonum (1. Kohorte der Briten, (mit dem Beinamen) die Ulpische) entdeckt. Die Brittonen stellten vermutlich die erste Besatzung des Kastells und wurden schon in der Zeit um 110/114 nach Porolissum verlegt. Im zeitlichen Kontext mit der Vergrößerung des Holz-Erde-Lagers wurde die Cohors I Ulpia Brittonum von der Cobors II Hispanorum Cyrenaica (2. Kohorte der Spanier aus der Cyrenaica) abgelöst, die bis zum Ende der römischen Präsenz in Dakien in Resculum bezeugt ist. Später (auf Militärdiplomen ab dem Jahr 133, inschriftlich vor Ort ab dem Ende des zweiten Jahrhunderts) erscheint auch noch die Cohors I Aelia Gaesatorum (1. Kohorte der Speerwerfer, (mit dem Beinamen) die Aelische), die möglicherweise gemeinsam mit den Spaniern die Kastellbesatzung bildete, da sie dort ebenfalls bis zum Ende der römischen Herrschaft belegt ist.

### Vicus und Kastellbad
Östlich und südlich des Kastells erstreckte sich der Auxiliarvicus. Der Vicus war eine zivile Siedlung, die bei nahezu jedem römischen Militärlager anzutreffen ist und in der sich die Wohnquartiere der Angehörigen von Soldaten, der Veteranen, Handwerker, Händler, Schankwirte, Prostituierten und anderer Dienstleister befanden. Keine 100 m nördlich der Porta praetoria befanden sich die Kastellthermen.
Das Balneum von Resculum wurde in den 1970er Jahren ausgegraben, so dass ein halbwegs vollständiger Plan der Anlage erstellt werden konnte. Es handelte sich um ein Bad vom Ringtypus, bei dem die Räume kreisförmig in der Reihenfolge des traditionellen Badeablaufes angeordnet sind. Der Badekomplex von Resculum hatte in seiner Gesamtheit einen rechteckigen Grundriss mit den Maßen von 24 m mal 18,5 m, so dass den Besuchern eine Fläche von 444 m² zur Verfügung stand. Namentlich konnten das Apodyterium (Umkleideraum), das Frigidarium (Kaltbad) und das Caldarium (Heißbad) identifiziert werden, während die Funktion sechs weiterer Räume nicht sicher geklärt werden konnte.

## Limesverlauf
Knapp drei Kilometer Luftlinie nördlich des Kastells wurde dieses von dem mit Wachtürmen und Kleinkastellen ausgebauten Porolissenischen Limes passiert.
| Nr.   | Name/Typ        | Ort                                           | Beschreibung/Zustand |
| ----- | --------------- | --------------------------------------------- | --- |
| RO183 | Resculum        | Bologa/Poieni                                 | siehe oben |
| RO180 | Kleinkastell    | Poieni                                        | Das Kleinkastell wurde im 19. Jahrhundert dokumentiert. Heute ist die Fundstelle völlig zerstört. |
| RO181 | Erdwall         | Poieni                                        | Durch Weiterverwendung des Baumaterials und teilweise moderner Überbauung – besonders im Bereich des Grabens – wurde der Wall teilweise beeinträchtigt. Außerhalb der neuzeitlichen Besiedlung ist er aber noch gut erhalten. |
| RO178 | Wachturm        | Poieni, Poeini 2                              | Gut erhaltene Ruine eines Steinturms in der Technik des Opus incertum. Die Steine wurden aus lokal anstehendem Fels gewonnen. |
| RO177 | Wachturm        | Poieni, Poieni 1                              | Der Steinturm wurde vollständig ausgegraben, die Ruine ist jedoch noch erhalten. |
| RO182 | Erdwall         | Poieni                                        | Sehr gut erhaltener Wall, der durch Steinentnahme und Überbauung nur geringfügig beeinträchtigt ist. |
| RO176 | Wachturm        | Poieni, Cetățea                               | Kleine Fundstelle, die zwar von Raubgräbern gestört wurde, deren Strukturen aber noch gut erhalten sind. Archäologische Ausgrabungen führten zur Identifikation eines aus lokal anstehendem Gestein in der Technik des Opus incertum konstruierten Steinturmes. |
| RO175 | Wachturm        | Poieni, Horhiș                                | Die Ruine wurde vollständig zerstört. Zuvor konnten jedoch noch archäologische Untersuchungen durchgeführt werden, bei denen ein Steinturm mit rechteckigem Grundriss identifiziert wurde, der in der Technik des Opus incertum gemauert war. |
| RO174 | Wachturm        | Poieni, Dosu Marcului                         | Die kegelförmige Turmruine wurde mit Steinen verfüllt. Archäologische Untersuchungen konnten kein Mauerwerk identifizieren, es wurde jedoch eine Schicht durch Brand verziegelten Lehms gefunden. |
| RO173 | Wachturm        | Poieni, Râmbușoi                              | Zur Hälfte ausgegrabener Steinturm mit quadratischem Grundriss, der in der Technik des Opus incertum mit lokal anstehendem Gestein konstruiert worden war. Die Ruine ist noch sehr gut erhalten. Im Inneren des Turms wurde eine Feuerstelle und eine Reparaturschicht aus mit Opus caementicium vermischten Keramikscherben identifiziert.                                                                         |
| RO171 | Wachturm        | Hodișu, Dealul Cornii                         | Stark abgeflachte, kegelförmige Ruine mit einigen Keramikscherben an der Oberfläche. |
| RO170 | Wachturm        | Hodișu, Cornul Sonului                        | Der Steinturm mit rechteckigem Grundriss wurde archäologisch untersucht aber nicht publiziert. Er war in der Technik des Opus incertum gemauert. Die Ruine ist noch sehr gut erhalten. |
| RO169 | Wachturm        | Vânători, Grebăn                              | Der Turm wurde nahezu vollständig ergraben. Dabei fand man Tierknochen und eine außergewöhnlich große Menge Keramik. Der quadratische Turm besaß die beeindruckende Seitenlänge von 12,5 m. Er war in der Technik des Opus incertum gemauert. Bei den Ausgrabungen wurden mittelalterliche Eingriffe in den Befund festgestellt.                                                                                    |
| RO167 | Wachturm        | Vânători, Cornu Vlașinului                    | Die gut erhaltene Ruine wurde mittels dreier Sondierungsschnitte archäologisch untersucht. Die Mauer des Turms war in der Technik des Opus incertum konstruiert und besaß eine Mächtigkeit von einem Meter. Das Innere des Turms war leicht gestört. Es liegt keine wissenschaftliche Dokumentation des Befundes vor.                                                                                               |
| RO189 | Kleinkastell    | Vânători, Poic                                | Rechteckiges Kleinkastell mit den Maßen von 29 m mal 30 m, was einer Grundfläche von 870 m² entspricht. Die Umwehrung ist mit einer erhaltenen Höhe von einem halben Meter noch gut erhalten und im Gelände wahrnehmbar, auch wenn die Sicht durch hochwachsende Vegetation und junge Bäume zum Teil beeinträchtigt ist. Insgesamtekonnten die Umrisse von zwei Wällen und dem äußeren Graben identifiziert werden. |
| RO166 | Wachturm        | Huta, Dealul lui Gyuri                        | Flache, kegelförmige Ruine, die durch Steinraub fast völlig zerstört worden ist. Bei archäologischen Untersuchungen konnten noch Teile des in Opus incertum Technik gefertigten Mauerwerks identifiziert werden. |
| RO165 | Wachturm        | Huta, Dealul Cozlii                           | Der Turm wurde archäologisch untersucht, es wurde jedoch keine Dokumentation publiziert. Bei den Ausgrabungen wurden Teile der Mauer festgestellt, die in der Technik des Opus incertum konstruiert worden war. Durch Steinraub und das Wurzelwerk von Bäumen ist die Ruine schwer beschädigt worden. |
| RO164 | Wachturm        | Huta, Salhiger                                | Die kegelförmige Ruine wurde teilweise ausgegraben. Es gibt jedoch keine Erkenntnisse über die Strukturen des Bauwerkes. An der Oberfläche fanden sich Keramikscherben und Bruchstücke von Ziegelplatten. |
| RO163 | Wachturm        | Huta, Dealu Mare                              | Der Turm, der teilweise ausgegraben worden ist, befindet sich in einem schlechten Erhaltungszustand. Er wurde aus anstehendem Gestein in der Technik des Opus incertum rund gemauert. Zwei Grabungsschnitte haben die Befunde zum Teil zerstört. |
| RO162 | Wachturm        | Huta, Arsură                                  | Kegelförmige Ruine die von Bäumen überwachsen ist. |
| RO161 | Kleinkastell    | Huta, Arsură                                  | Der runde Turm wurde vollständig ausgegraben, aber nicht wissenschaftlich dokumentiert. Die Ruine befindet sich noch in einem gut erhaltenen Zustand, ist aber ohne konservatorische Maßnahmen dem permanenten Verfall ausgesetzt. |
| RO160 | Wachturm        | Sângeorgiu de Meseș, Dealul Boului/La ferice  | Der zum Teil ausgegrabene Turm hat eine runde Struktur und wurde vermutlich in Trockenbauweise errichtet, da keinerlei Mörtelspuren gefunden wurden. Die Ruine ist relativ gut erhalten. |
| RO159 | Wachturm        | Sângeorgiu de Meseș, Dealul / Boului Măgurița | Der runde Turm wurde aus dem lokal anstehenden Gestein in der Technik des Opus incertum konstruiert. Er wurde archäologisch untersucht, jedoch nicht publiziert. Der Erhaltungszustand der Ruine ist noch sehr gut. |
| RO158 | Wachturm        | Stârciu, Dealul Boului/Coasta Julii           | Der Turm wurde archäologisch untersucht, es liegt jedoch keine Dokumentation vor. Er hat einen rechteckigen Grundriss, seine einen Meter mächtigen Mauern wurden in der Technik des Opus incertum mit dem lokal anstehende Gestein errichtet. |
| RO157 | Wachturm        | Stârciu, La Frapsin/Dealul Boului             | Der Turm wurde archäologisch untersucht, jedoch nicht dokumentiert. Im Gelände ist noch ein abgeflachter, kegelförmiger Hügel zu sehen. |
| RO156 | Wachturm        | Stârciu, Dealul Secuiului                     | Die Ruine wurde durch Raubgräber zerstört und befindet sich in einem schlechten Erhaltungszustand. An der Oberfläche sind noch einige Bodenplatten und Kalksteinfragmente sichtbar. |
| RO155 | Wachturm        | Stârciu, Sub Cornet                           | Die Turmruine wurde zu etwa 40 % durch Raubgräber zerstört. Umherliegende Steine sind noch sichtbar. |
| RO154 | Wachturm        | Stârciu, Sub Cornet                           | Die Ruine befindet sich in einem relativ guten Erhaltungszustand. Außer zwei Grabungsschnitten fanden keine weiteren Eingriffe statt. Zum Bau des Turmes wurde der lokal anstehende Kalkstein verwendet. |
| RO153 | Wachturm        | Buciumi, Poiana Șeredanilor                   | Der Turm wurde 1935 von einem Amateurarchäologen ausgegraben und dabei teilweise zerstört. Später erfolgte die vollständige Freilegung. Es handelt sich um einen Steinturm mit rechteckigem Grundriss. Die Mauer war in der Technik des Opus incertum konstruiert, die Mauerstärke beträgt einen Meter. Die Ruine ist relativ gut erhalten.                                                                         |
| RO168 | Kastell Buciumi | Buciumi                                       | siehe Hauptartikel Kastell Buciumi |

## Fundverbleib und Denkmalschutz
Die Archäologischen Funde aus Bologa wurden dem Institutul de Arheologie si Istoria Artei (Institut dür Archäologie und Kunstgeschichte) in Cluj-Napoca überantwortet.
Die gesamte archäologische Stätte und im Speziellen das Kastell stehen nach dem 2001 verabschiedeten Gesetz Nr. 422/2001 als historische Denkmäler unter Schutz und sind mit dem LMI-Code CJ-I-s-A-06975 in der nationalen Liste der historischen Monumente (Lista Monumentelor Istorice) eingetragen. Zuständig ist das Ministerium für Kultur und nationales Erbe (Ministerul Culturii şi Patrimoniului Naţional), insbesondere das Generaldirektorat für nationales Kulturerbe, die Abteilung für bildende Kunst sowie die Nationale Kommission für historische Denkmäler sowie weitere, dem Ministerium untergeordnete Institutionen. Ungenehmigte Ausgrabungen sowie die Ausfuhr von antiken Gegenständen sind in Rumänien verboten.